# Deklaration von Windhoek
Die Deklaration von Windhoek (offiziell englisch Windhoek Declaration) ist eine Erklärung, in der „die Schaffung einer unabhängigen, pluralistischen und freien Presse“ (Pressefreiheit) als „Eckstein für Demokratie und wirtschaftliche Entwicklung“ bezeichnet und gefordert wird. Sie wurde am 3. Mai 1991 auf einer UNESCO-Tagung in der namibischen Hauptstadt Windhoek verabschiedet.
Auf Vorschlag der UNESCO erklärte die UN-Generalversammlung am 20. Dezember 1993 in Erinnerung an die Annahme der Deklaration den 3. Mai zum Internationalen Tag der Pressefreiheit.